# 아이돌로지

아이돌로지

아이돌로지(Idology)는 2014년 평론가 미묘에 의해 설립된 아이돌 전문 평론 웹진으로 약 10명으로 구성되어 있다. 2015년 10월 기준 하루 평균 방문자 수는 1만8000 ∼ 2만5000명. 편집장 미묘는 기존의 아이돌에 대한 평론은 공장식 생산 시스템과 성 상품화에 대한 관습적 비판만 있고 진지하고 심도있게 다루는 곳이 없어서 이 사이트를 만들었다고 밝혔다.